# فنوترول
فنوترول (انگلیسی: Fenoterol) یک داروی آگونیست گیرنده آدرنرژیک β است. این دارو به عنوان آگونیست β۲ سمپاتومیمتیک و یک داروی گشادکننده برونش استنشاقی طبقه‌بندی می‌شود.
فنوترول توسط بوهرینگر اینگلهایم به عنوان Berotec N و در ترکیب با ایپراتروپیوم بروماید به عنوان Berodual N تولید و فروخته می‌شود.
این دارو در سال ۱۹۶۲ ثبت اختراع شد و در سال ۱۹۷۱ مورد استفاده پزشکی قرار گرفت، اما در دهه ۱۹۸۰ نگرانی هایی در مورد ایمنی آن و ارتباط استفاده از آن با افزایش خطر مرگ پدیدار شد.